# 桑福德崖
83°54′S 159°17′E / 83.900°S 159.283°E
桑福德崖'是南極洲的山崖，位於奧次地，處於佩萊蒂埃高原西部，屬於伊麗莎白女王嶺的一部分，由新西蘭探險隊命名，現時由南極條約體系管理。